# Wulkan wygasły
Wulkan wygasły – rodzaj wulkanu z jeszcze zachowaną formą stożka wulkanicznego, ale nie przejawiający w czasach historycznych aktywności wulkanicznej, z ewentualnym wyjątkiem w postaci chłodnych ekshalacji. Przykładem takich wulkanów są wulkany Masywu Centralnego we Francji, np. Puy de Pariou.
Liczne wygasłe wulkany występują też na Marsie, Księżycu. Na Marsie jest największy wulkan naszego układu słonecznego Olympus Mons o średnicy podstawy 600 km i 21 km wysokości.